# Бяла султанка
Бялата султанка (Porphyrio albus) е изчезнал вид птица от семейство Дърдавцови (Rallidae). Обитавал е Австралия.

## Разпространение
Видът е бил разпространен в Австралия.